# Pagoda Bupaya
La pagoda Bupaya (in birmano ဗူးဘုရား) è una pagoda birmana che si trova a Bagan in Birmania.
Si trova su un'ansa della riva destra del fiume Irrawaddy e si ritiene che sia stata costruita durante il regno di Pyusawhti, il terzo re di Pagan, che governò dal 168 al 243. Tale datazione è però incerta ed altre evidenze suggeriscono che la pagoda possa esser stata costruita nel IX o nell'XI secolo.
La pagoda Bupaya ha una caratteristica cupola a forma di zucca, da cui prende il nome dato che nella lingua birmana paya significa "pagoda" e bu che che significa "zucca", ed è considerata uno dei santuari più importanti tra le migliaia di pagode che si trovano a Pagan.
L'edificio attuale però è parzialmente diverso dalla pagoda originale, che è stata distrutta nel terremoto del 1975 e la cui cupola è stata trascinata via dal fiume, ed è costituito da una struttura in cemento armato, invece che in mattoni come nella tradizione birmana.

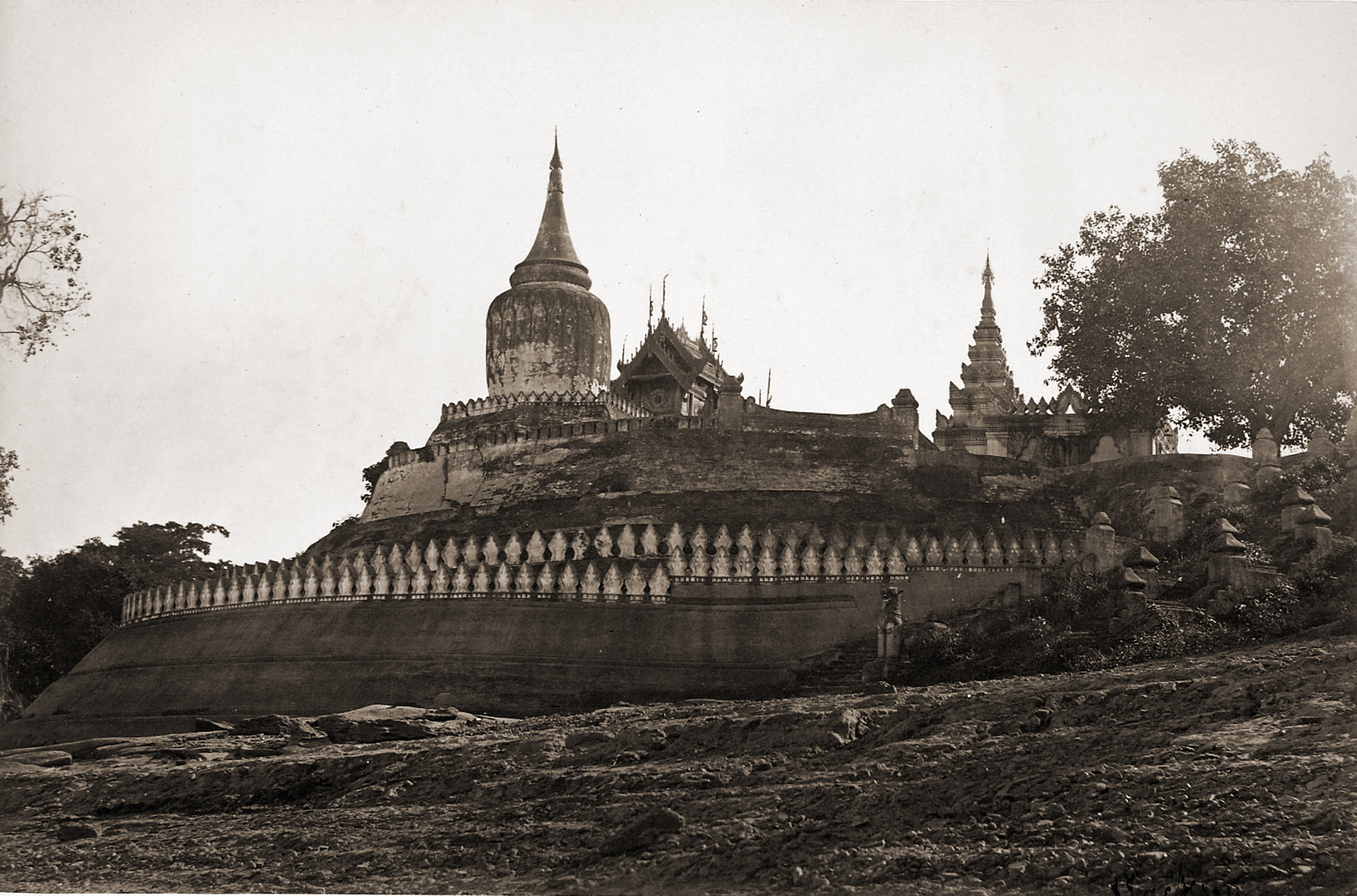
La Pagoda originale come si vedeva nel 1868, distrutta dal terremoto del 1975.